# Pedinophyllum interruptum
Pedinophyllum interruptum är en bladmossart som först beskrevs av Christian Gottfried Daniel Nees von Esenbeck och som fick sitt nu gällande namn av Baard Bastian Larsen Kaalaas.
Pedinophyllum interruptum ingår i släktet Pedinophyllum och familjen Plagiochilaceae. Inga underarter finns listade i Catalogue of Life.

## Bildgalleri

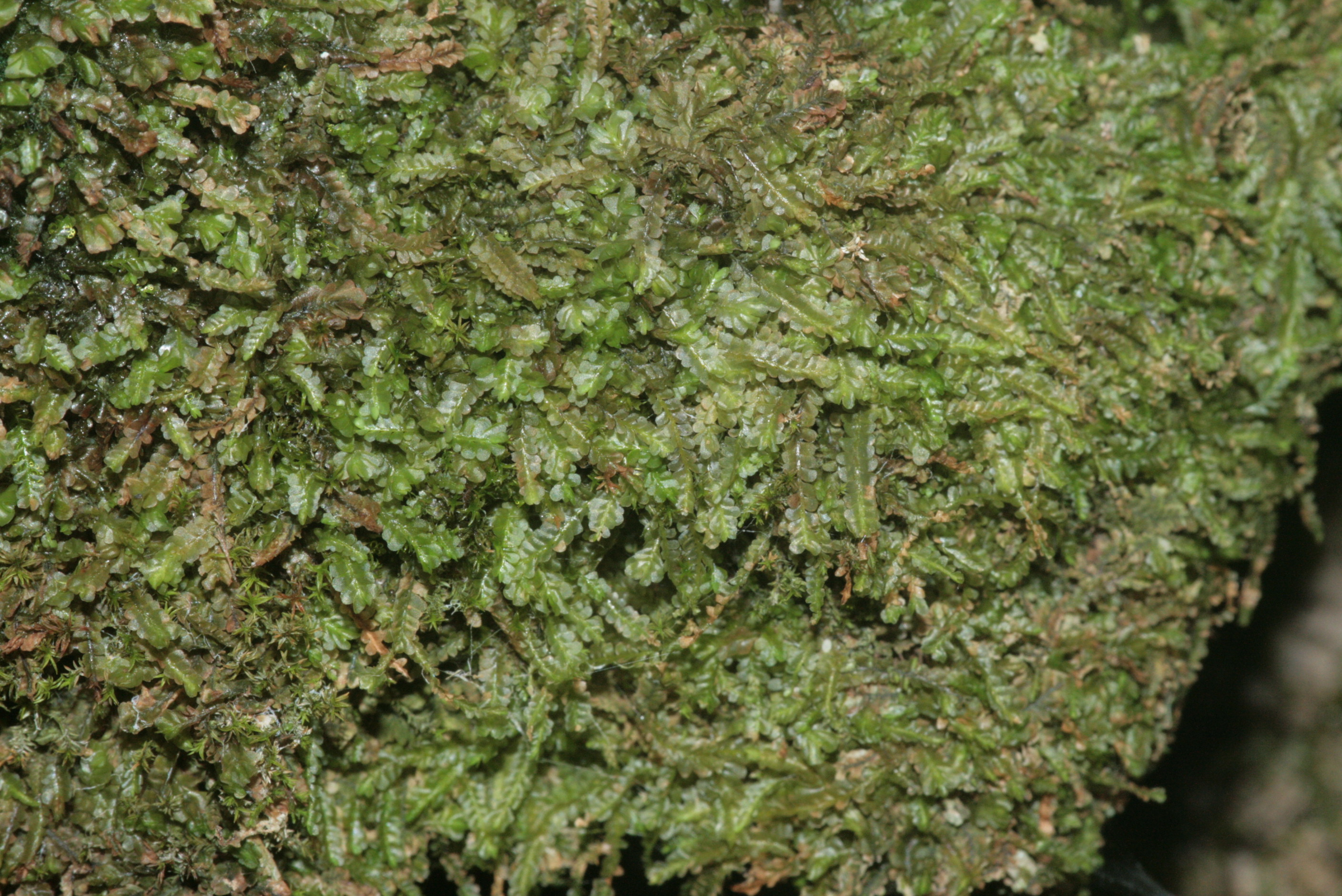
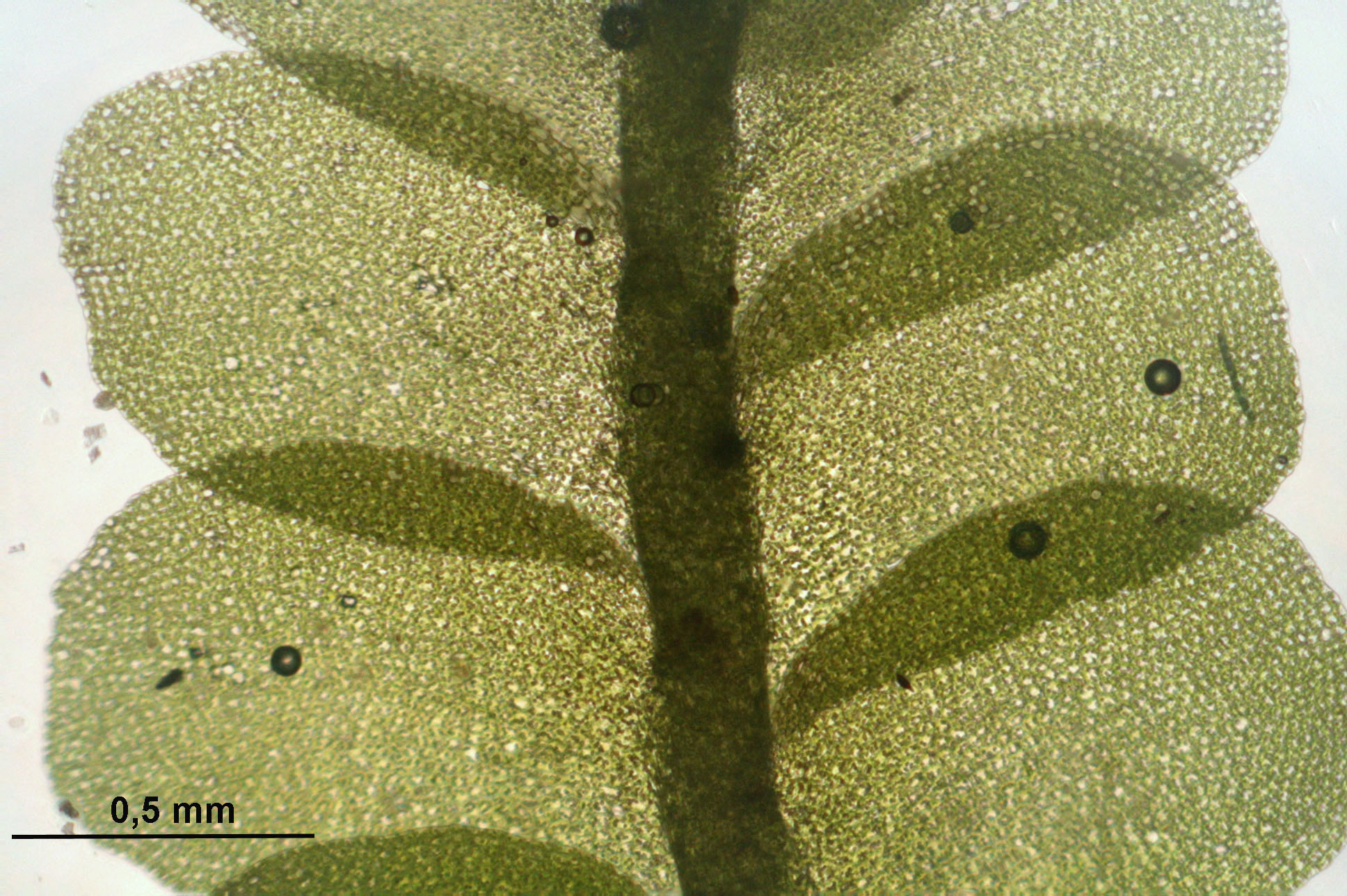
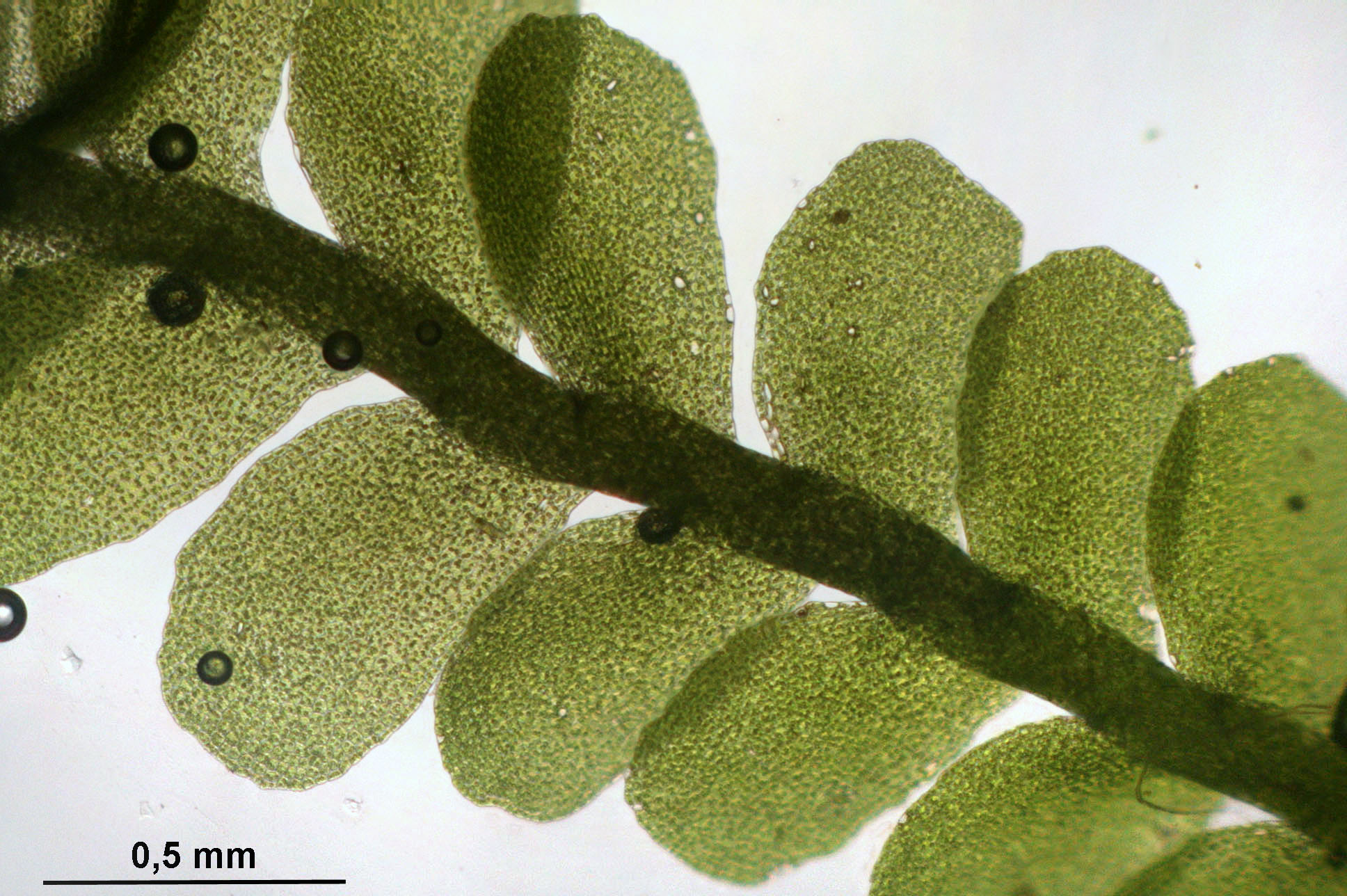
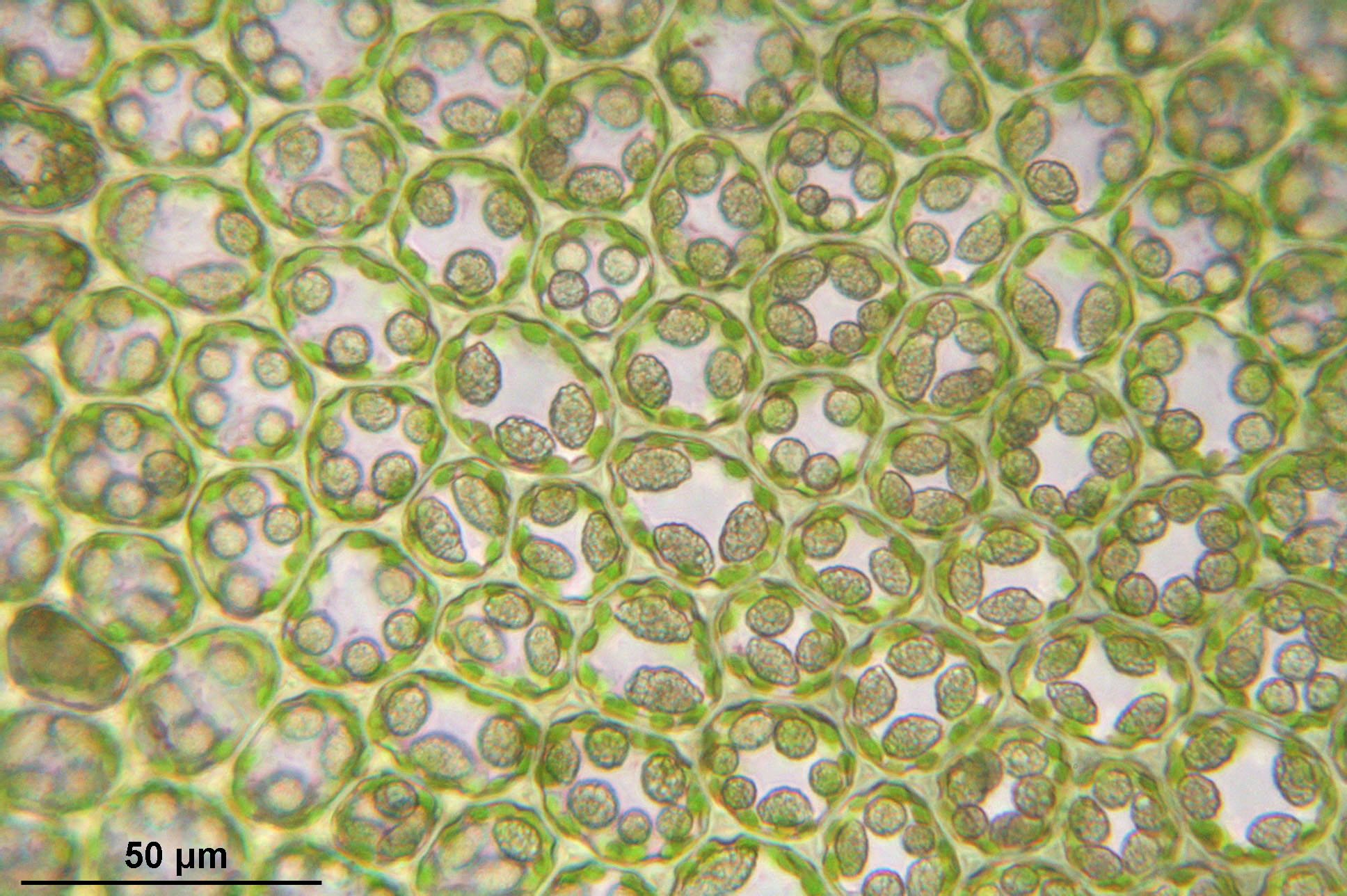